# Nowicki Foreland
Das Nowicki Foreland ist eine vereiste, 30 km lange und 9 km breite Halbinsel an der Walgreen-Küste des westantarktischen Marie-Byrd-Lands. Sie bildet einen östlichen Seitenarm der Martin-Halbinsel und läuft nordöstlich im Coyer Point aus.
Der United States Geological Survey kartierte die Landspitze erstmals anhand von Luftaufnahmen der United States Navy bei der Operation Highjump (1946–1947) vom Januar 1947. Das UK Antarctic Place-Names Committee benannte sie im März 2022 nach der Physikerin Sophie Marie Jeanne Nowicki von der University at Buffalo, einer führenden Wissenschaftlerin auf dem Gebiet der Erforschung des antarktischen Eisschilds für das Intergovernmental Panel on Climate Change.